# Megaselia basispinata
Megaselia basispinata är en tvåvingeart som beskrevs av William Lundbeck 1920. Megaselia basispinata ingår i släktet Megaselia och familjen puckelflugor. Arten är reproducerande i Sverige. Inga underarter finns listade i Catalogue of Life.